# Ivy Wolfe
Ivy Wolfe (New York, 3 september 1996) is een Amerikaans pornoactrice.
Wolfe werd geboren in een familie van Indiaanse, Duitse en Ierse afkomst. Ze groeide op in de stad Southern Pines, gelegen in Moore County, North Carolina. In haar jonge jeugd begon ze te werken als manager bij een broodjeszaak in Portland, Oregon. In maart 2017 debuteerde ze in de industrie.
In januari 2019 ontving ze voor het eerst twee nominaties bij de AVN en won ze de AVN Awards voor Best New Starlet. 

## Gewonnen prijzen
- 2019: AVN Awards - Best New Starlet,
- 2019: A Flapper Girl Story
- 2020: XBIZ Award - beste actrice
- 2021: AVN Awards - beste actrice